# Điện ảnh năm 2019
Điện ảnh năm 2019 tổng quan về các sự kiện, bao gồm những bộ phim có doanh thu cao nhất, những buổi lễ trao giải và danh sách những bộ phim được phát hành vào năm 2019.

## Phim có doanh thu cao nhất
Đây là thứ tự những bộ phim có doanh thu cao nhất năm 2019:

| Hạng | Tựa đề                        | Nhà phát hành | Doanh thu toàn cầu |
| ---- | ----------------------------- | ------------- | ------------------ |
| 1    | Avengers: Hồi kết             | Disney        | $2,797,800,564     |
| 2    | Vua sư tử                     | Disney        | $1,656,943,394     |
| 3    | Nữ hoàng băng giá 2           | Disney        | $1,450,026,933     |
| 4    | Người Nhện xa nhà             | Sony          | $1,131,927,996     |
| 5    | Đại úy Marvel                 | Disney        | $1,128,274,794     |
| 6    | Joker                         | Warner Bros.  | $1,074,251,311     |
| 7    | Star Wars: Skywalker trỗi dậy | Disney        | $1,074,140,647     |
| 8    | Câu chuyện đồ chơi 4          | Disney        | $1,073,394,593     |
| 9    | Aladdin                       | Disney        | $1,050,693,953     |
| 10   | Trò chơi kỳ ảo: Thăng cấp     | Sony          | $796,211,272       |

Avengers: Hồi kết trở thành bộ phim thứ năm thu về 2 tỷ đô la trên toàn thế giới và là bộ phim có doanh thu cao nhất mọi thời đại. Đại úy Marvel, Người Nhện xa nhà, Vua sư tử, Câu chuyện đồ chơi 4 và Aladdin đều thu về 1 tỷ đô la và là những bộ phim có doanh thu cao thứ 9, 23, 26, 34 và 42.

### Kỷ lục của các hãng phim
- Walt Disney Studios trở thành hãng phim đầu tiên có hầu hết những bộ phim đạt 1 tỷ USD trong một năm tại phòng vé trên toàn thế giới.[2]
- Người Nhện xa nhà trở thành bộ phim có doanh thu cao nhất của Sony Pictures.
- Với Câu chuyện đồ chơi 4, Pixar trở thành hãng phim hoạt hình đầu tiên có bốn bộ phim hoạt hình (cùng với Câu chuyện đồ chơi 3, Đi tìm Dory và Gia đình siêu nhân 2) mỗi phim vượt mốc 1 tỷ USD tại phòng vé trên toàn thế giới.

### Kỷ lục phòng vé
- The Wandering Earth đã lập kỷ lục mở màn cao nhất mọi thời đại ở Trung Quốc, thu về 349 triệu USD trong bảy ngày phát hành đầu tiên. Nó cũng lập kỷ lục cho bộ phim Trung Quốc có doanh thu cao nhất trên IMAX.[3]
- Pokémon: Thám tử Pikachu có được phần mở màn tốt nhất ở Bắc Mỹ đối với một bộ phim chuyển thể từ trò chơi điện tử, với doanh thu 58 triệu USD.[4] Đến ngày 14 tháng 6 năm 2019, Thám tử Pikachu đã trở thành bộ phim chuyển thể từ trò chơi điện tử có doanh thu cao nhất ở Bắc Mỹ, vượt qua Lara Croft: Tomb Raider (2001).[5][6] Tính đến ngày 16 tháng 7 năm 2019, Thám tử Pikachu đã thu về 436 triệu đô la trên toàn thế giới, vượt qua Warcraft để trở thành bộ phim chuyển thể từ trò chơi điện tử có doanh thu cao nhất mọi thời đại.[7][8]
- Avengers: Hồi kết lập được kỷ lục phòng vé là bộ phim có doanh thu cao nhất mọi thời đại, vượt qua bộ phim ăn khách năm 2009 Avatar.
- Capernaum đã  trở thành bộ phim Trung Đông có doanh thu cao nhất mọi thời đại với doanh thu hơn 68 triệu USD trên toàn thế giới (bao gồm 43,5 triệu USD ở Trung Quốc) vào ngày 16 tháng 5 năm 2019.
- Vào tháng 6, Câu chuyện đồ chơi 4 đã lập kỷ lục mở màn cao nhất cho một bộ phim hoạt hình, với doanh thu 244,5 triệu USD. Tuy nhiên, kỷ lục đã bị Vua sư tử đánh bại, thu về 246 triệu USD. Sau đó trở thành bộ phim hoạt hình thu về 1 tỷ USD nhanh nhất trên toàn thế giới trong vòng 21 ngày, vượt qua Gia đình siêu nhân 2 (46 ngày)
- Joker, trở thành bộ phim được xếp hạng R có doanh thu cao nhất mọi thời đại, vượt qua cả Deadpool và Deadpool 2 với doanh thu hơn 934 triệu USD.

## Sự kiện
- Ngày 20 tháng 3 - Công ty Walt Disney hoàn tất thương vụ mua lại 21st Century Fox, bao gồm 20th Century Fox và các công ty con.

### Lễ trao giải
| Ngày        | Sự kiện                                                    | Được trao bởi                                            | Địa điểm                                      |
| ----------- | ---------------------------------------------------------- | -------------------------------------------------------- | --------------------------------------------- |
| 6 tháng 1   | Giải Quả cầu vàng lần thứ 76                               | Hiệp hội báo chí nước ngoài ở Hollywood                  | Beverly Hills, California, Hoa Kỳ             |
| 13 tháng 1  | Giải Sự lựa chọn của các nhà phê bình lần thứ 24           | Hiệp hội Phê bình Phim Phát sóng                         | Santa Monica, California, Hoa Kỳ              |
| 19 tháng 1  | Giải thưởng của Hiệp hội các nhà sản xuất phim Mỹ năm 2018 | Hiệp hội sản xuất phim Mỹ                                | Beverly Hills, California, Hoa Kỳ             |
| 27 tháng 1  | Giải SAG lần thứ 25                                        | Nghiệp đoàn Diễn viên Màn ảnh                            | Los Angeles, California, Hoa Kỳ               |
| 2 tháng 2   | Giải Annie lần thứ 46                                      | International Animated Film Association                  | Los Angeles, California, Hoa Kỳ               |
| 2 tháng 2   | Giải Hiệp hội Đạo diễn Mỹ lần thứ 71                       | Hiệp hội Đạo diễn Mỹ                                     | Los Angeles, California, Hoa Kỳ               |
| 2 tháng 2   | Giải Goya lần thứ 33                                       | Academy of Cinematographic Arts and Sciences of Spain    | Seville, Tây Ban Nha                          |
| 2 tháng 2   | Giải Magritte lần thứ 9                                    | Académie André Delvaux                                   | Brussels, Bỉ                                  |
| 10 tháng 2  | Giải BAFTA lần thứ 72                                      | Viện Hàn lâm Nghệ thuật Điện ảnh và Truyền hình Anh Quốc | Luân Đôn, Anh, Vương quốc Anh                 |
| 22 tháng 2  | Giải Vệ tinh lần thứ 23                                    | International Press Academy                              | Century City, Los Angeles, California, Hoa Kỳ |
| 23 tháng 2  | Giải Mâm xôi vàng lần thứ 39                               | Golden Raspberry Award Foundation                        | Los Angeles, California, Hoa Kỳ               |
| 23 tháng 2  | Giải Tinh thần độc lập lần thứ 34                          | Independent Spirit Awards                                | Santa Monica, California, Hoa Kỳ              |
| 24 tháng 2  | Giải Oscar lần thứ 91                                      | Viện Hàn lâm Khoa học và Nghệ thuật Điện ảnh             | Hollywood, California, Hoa Kỳ                 |
| 13 tháng 11 | Giải Sao thổ lần thứ 45                                    | Viện Hàn lâm phim khoa học viễn tưởng, kỳ ảo và kinh dị  | Burbank, California, Hoa Kỳ                   |

## Phim năm 2019

### Tháng 1 - Tháng 3
| Phát hành   | Phát hành | Tựa đề                               | Hãng phim                                                                   | Diễn viên và người thực hiện | Thể loại                                                         |
| ----------- | --------- | ------------------------------------ | --------------------------------------------------------------------------- | --- | ---------------------------------------------------------------- |
| T H Á N G 1 | 4         | Căn phòng tử thần                    | Columbia Pictures                                                           | Adam Robitel (đạo diễn); Bragi F. Schut, Maria Melnik (biên kịch); Taylor Russell, Logan Miller, Deborah Ann Woll, Tyler Labine, Jay Ellis, Nik Dodani, Yorick van Wageningen                                                | Kinh dị, Giật gân                                                |
| T H Á N G 1 | 4         | Rust Creek                           | IFC Films                                                                   | Jen McGowan (đạo diễn); Julie Lipson (biên kịch); Hermione Corfield, Jay Paulson, Sean O'Bryan, Micah Hauptman | Chính kịch, giật gân, kinh dị                                    |
| T H Á N G 1 | 4         | American Hangman                     | Hangman Justice Productions                                                 | Wilson Coneybeare (đạo diễn/biên kịch); Donald Sutherland, Vincent Kartheiser, Oliver Dennis, Paul Braunstein, Paul Amato | Giật gân                                                         |
| T H Á N G 1 | 11        | Đường về nhà của cún con             | Columbia Pictures                                                           | Charles Martin Smith (đạo diễn); W. Bruce Cameron (biên kịch); Bryce Dallas Howard, Edward James Olmos, Alexandra Shipp, Ashley Judd, Jonah Haur-King, Wes Studi                                                             | Chính kịch, Gia đình                                             |
| T H Á N G 1 | 11        | The Upside                           | STX Entertainment                                                           | Neil Burger (đạo diễn); Jon Hartmere (biên kịch); Bryan Cranston, Kevin Hart, Nicole Kidman | Hài hước, chính kịch                                             |
| T H Á N G 1 | 11        | Replicas                             | Entertainment Studios                                                       | Jeffrey Nachmanoff (đạo diễn); Chad St. John (biên kịch); Keanu Reeves | Khoa học viễn tưởng, giật gân                                    |
| T H Á N G 1 | 15        | After Darkness                       | Dream Walker Films / Grindstone Entertainment Group / Camelia Entertainment | Batan Silva (đạo diễn); Fernando Diez Barroso (biên kịch); Natalia Dyer, Kyra Sedgwick, Tim Daly | Chính kịch, gia đình, khoa học viễn tưởng                        |
| T H Á N G 1 | 18        | Glass                                | Universal Pictures / Buena Vista International / Blumhouse Productions      | M. Night Shyamalan (đạo diễn/biên kịch); James McAvoy, Bruce Willis, Samuel L. Jackson, Sarah Paulson, Anya Taylor-Joy, Spencer Treat Clark, Charlayne Woodard                                                               | Siêu anh hùng, giật gân, kinh dị                                 |
| T H Á N G 1 | 18        | Close                                | Netflix                                                                     | Vicky Jewson (đạo diễn); Vicky Jewson, Rupert Whitaker (biên kịch); Noomi Rapace, Sophie Nélisse, Indira Varma, Eoin Macken                                                                                                  | Hành động, Giật gân                                              |
| T H Á N G 1 | 24        | The Final Wish                       | BondIt Media Capital / Global Renaissance Entertainment Group               | Timothy Woodward Jr. (đạo diễn); Jeffrey Reddick, William Halfon, Jonathan Doyle (biên kịch); Lin Shaye, Michael Welch, Melissa Bolona, Spencer Locke, Tony Todd                                                             | Kinh dị                                                          |
| T H Á N G 1 | 25        | The Kid Who Would Be King            | 20th Century Fox / Working Title Films                                      | Joe Cornish (đạo diễn/biên kịch); Louis Ashbourne Serkis, Dean Chaumoo, Tom Taylor, Rhianna Doris, Angus Imrie, Rebecca Ferguson, Patrick Stewart                                                                            | Viễn tưởng, phiêu lưu, gia đình                                  |
| T H Á N G 1 | 25        | Serenity                             | Aviron Pictures / Global Road Entertainment                                 | Steven Knight (đạo diễn/biên kịch); Matthew McConaughey, Anne Hathaway, Jason Clarke, Diane Lane, Djimon Hounsou | Chính kịch, giật gân                                             |
| T H Á N G 2 | 1         | Miss Bala                            | Columbia Pictures                                                           | Catherine Hardwicke (đạo diễn); Gareth Dunnet-Alcocer (biên kịch); Gina Rodriguez, Anthony Mackie, Matt Lauria | Tội phạm, chính kịch                                             |
| T H Á N G 2 | 1         | Velvet Buzzsaw                       | Netflix                                                                     | Dan Gilroy (đạo diễn/biên kịch); Jake Gyllenhaal, Rene Russo, Toni Collette, Zawe Ashton, Tom Sturridge, Natalia Dyer, Daveed Diggs, Billy Magnussen, John Malkovich                                                         | Kinh dị, giật gân                                                |
| T H Á N G 2 | 8         | The Lego Movie 2: The Second Part    | Warner Bros. / Warner Animation Group                                       | Mike Mitchell (đạo diễn); Phil Lord, Christopher Miller (biên kịch); Chris Pratt, Elizabeth Banks, Tiffany Haddish, Will Arnett, Stephanie Beatriz, Charlie Day, Alison Brie, Nick Offerman, Maya Rudolph, Will Ferrell      | Hoạt hình, phiêu lưu, hài kịch                                   |
| T H Á N G 2 | 8         | What Men Want                        | Paramount Players / Will Packer Productions                                 | Adam Shankman (đạo diễn); Tina Gordon Chism (biên kịch); Taraji P. Henson, Tracy Morgan, Max Greenfield, Aldis Hodge, Wendi McLendon-Covey                                                                                   | Hài kịch                                                         |
| T H Á N G 2 | 8         | Báo thù                              | Summit Entertainment / StudioCanal                                          | Hans Petter Moland (đạo diễn); Frank Baldwin (biên kịch); Liam Neeson, Tom Bateman, Tom Jackson, Emmy Rossum, Domenick Lombardozzi, Julia Jones, John Doman, Laura Dern                                                      | Hành động, giật gân                                              |
| T H Á N G 2 | 8         | The Prodigy                          | Orion Pictures / XYZ Films                                                  | Nicholas McCarthy (đạo diễn); Jeff Buhler (biên kịch); Taylor Schilling, Peter Mooney, Colm Feore | Kinh dị, giật gân                                                |
| T H Á N G 2 | 13        | Isn't It Romantic                    | Warner Bros. / New Line Cinema / Netflix                                    | Todd Strauss-Schulson (đạo diễn); Erin Cardillo, Dana Fox, Katie Silberman (biên kịch); Rebel Wilson, Liam Hemsworth, Adam DeVine, Priyanka Chopra, Betty Gilpin, Brandon Scott Jones                                        | Lãng mạn, hài kịch, kỳ ảo                                        |
| T H Á N G 2 | 13        | Sinh nhật chết chóc 2                | Universal Pictures / Blumhouse Productions                                  | Chirstopher Landon (đạo diễn/biên kịch); Jessica Rothe, Israel Broussard, Phi Vu, Suraj Sharma, Sarah Yarkin, Ruby Modine, Steve Zissis                                                                                      | Kinh dị, hài kịch                                                |
| T H Á N G 2 | 14        | Alita: Thiên thần chiến binh         | 20th Century Fox / Lightstorm Entertainment                                 | Robert Rodriguez (đạo diễn); James Cameron, Laeta Kalogridis (biên kịch); Rosa Salazar, Christoph Waltz, Jennifer Connelly, Mahershala Ali, Ed Skrein, Jackie Earle Haley, Keean Johnson                                     | Khoa học viễn tưởng, hành động, phiêu lưu, lãng mạn              |
| T H Á N G 2 | 22        | Bí kíp luyện rồng: Vùng đất bí ẩn    | Universal Pictures / DreamWorks Animation                                   | Dean DeBlois (đạo diễn/biên kịch); Jay Baruchel, America Ferrera, F. Murray Abraham, Cate Blanchett, Craig Ferguson, Jonah Hill, Christopher Mintz-Plasse, Kristen Wiig, Justin Rupple, Kit Harington, Gerard Butler         | Hoạt hình, viễn tưởng, hành động, phiêu lưu                      |
| T H Á N G 2 | 22        | Fighting with My Family              | Metro-Goldwyn-Mayer                                                         | Stephen Merchant (đạo diễn/biên kịch); Florence Pugh, Lena Headey, Nick Frost, Jack Lowden, Vince Vaughn, Dwayne Johnson | Hài hước, chính kịch                                             |
| T H Á N G 2 | 26        | The Hole in the Ground               | Irish Film Board / Be TV / VOO                                              | Lee Cronin (biên kịch); Lee Cronin, Stephen Shields (biên kịch); Seána Kerslake, James Cosmo, Simone Kirby, Steve Wall | Kinh dị                                                          |
| T H Á N G 3 | 1         | Tyler Perry's A Madea Family Funeral | Lionsgate                                                                   | Tyler Perry (đạo diễn); Jason Rogers (kịch bản); Tyler Perry, Courtney Burrell, Patrice Lovely | Hài kịch                                                         |
| T H Á N G 3 | 1         | Greta                                | Focus Features                                                              | Neil Jordan (đạo diễn/biên kịch); Ray Wright (biên kịch); Isabelle Huppert, Chloë Grace Moretz, Maika Monroe, Colm Feore, Stephen Rea                                                                                        | Kinh dị, chính kịch, giật gân                                    |
| T H Á N G 3 | 6         | Triple Frontier                      | Netflix                                                                     | J. C. Chandor (đạo diễn/biên kịch); Mark Boal (biên kịch); Ben Affleck, Oscar Isaac, Charlie Hunnam, Garrett Hedlund, Pedro Pascal                                                                                           | Hành động, tội phạm, giật gân                                    |
| T H Á N G 3 | 8         | Đại úy Marvel                        | Marvel Studios                                                              | Anna Boden, Ryan Fleck (đạo diễn/biên kịch); Geneva Robertson-Dworet (biên kịch); Brie Larson, Samuel L. Jackson, Ben Mendelsohn, Djimon Hounsou, Lee Pace, Lashana Lynch, Gemma Chan, Annette Bening, Clark Gregg, Jude Law | Siêu anh hùng, hành động, phiêu lưu, khoa học viễn tưởng         |
| T H Á N G 3 | 8         | The Kid                              | Lionsgate Films                                                             | Vincent D'Onofrio (đạo diễn); Andrew Lanham (biên kịch); Ethan Hawke, Dane DeHaan, Jake Schur, Leila George, Adam Baldwin, Chris Pratt                                                                                       | Hành động, giật gân, chính kịch                                  |
| T H Á N G 3 | 15        | Wonder Park                          | Paramount Pictures / Paramount Animation / Nickelodeon Movies               | Josh Appelbaum, Andre Nemec (biên kịch); Brianna Denski, Ken Hudson Campbell, Matthew Broderick, Jennifer Garner, Kenan Thompson, Ken Jeong, Richard Kind, Mila Kunis, David Cross, John Oliver                              | Hoạt hình, phiêu lưu, viễn tưởng, gia đình, hài hước, chính kịch |
| T H Á N G 3 | 15        | Captive State                        | Focus Features / Participant Media                                          | Rupert Wyatt (đạo diễn/kịch bản); Erica Beeney (kịch bản); John Goodman, Ashton Sanders, Jonathan Majors, Machine Gun Kelly, Vera Farmiga                                                                                    | Khoa học viễn tưởng, giật gân, hành động                         |
| T H Á N G 3 | 15        | Nancy Drew and the Hidden Staircase  | Warner Bros. / A Very Good Production                                       | Katt Shea (đạo diễn); Nina Fiore, John Herrera (biên kịch); Sophia Lillis, Zoe Renee, Mackenzie Graham, Laura Slade Wiggins, Sam Trammell, Linda Lavin                                                                       | Hài hước, chính kịch                                             |
| T H Á N G 3 | 15        | The Aftermath                        | Fox Searchlight Pictures                                                    | James Kent (đạo diễn); Joe Shrapnel, Anna Waterhouse (biên kịch); Alexander Skarsgård, Keira Knightley, Jason Clarke | Chính kịch                                                       |
| T H Á N G 3 | 15        | Five Feet Apart                      | Lionsgate / CBS Films                                                       | Justin Baldoni (đạo diễn); Mikki Daughtry, Tobias Iaconis (biên kịch); Cole Sprouse, Haley Lu Richardson | Lãng mạn, thanh thiếu niên, chính kịch                           |
| T H Á N G 3 | 15        | The Highwaymen                       | Netflix                                                                     | John Lee Hancock (đạo diễn); John Fusco (biên kịch); Kevin Costner, Woody Harrelson, Kathy Bates, John Carroll Lynch, Kim Dickens, Thomas Mann, William Sadler                                                               | Tội phạm                                                         |
| T H Á N G 3 | 15        | Red 11                               | Double R                                                                    | Robert Rodriguez (đạo diễn); Robert Rodriguez, Racer Rodriguez (biên kịch); Roby Attal, Lauren Hatfield, Alejandro Rose Garcia, Brently Heilbron, Katherine Willis, Carlos Gallardo                                          | Khoa học viễn tưởng, kinh dị                                     |
| T H Á N G 3 | 22        | Chúng ta                             | Universal Pictures / Monkeypaw Productions / Perfect World Pictures         | Jordan Peele (đạo diễn/biên kịch); Lupita Nyong'o, Winston Duke, Shahadi Wright Joseph, Evan Alex, Elisabeth Moss, Tim Heidecker                                                                                             | Kinh dị, giật gân                                                |
| T H Á N G 3 | 22        | Hotel Mumbai                         | Thunder Road Pictures / Arclight Films                                      | Anthony Maras (đạo diễn); John Collee, Anthony Maras (biên kịch); Dev Patel, Armie Hammer, Nazanin Boniadi, Tilda Cobham-Hervey, Anupam Kher, Jason Isaacs                                                                   | Tiểu sử, giật gân                                                |
| T H Á N G 3 | 22        | The Dirt                             | Netflix                                                                     | Jeff Tremaine (đạo diễn): Tom Kapinos, Amanda Adelson, Rich Wilkes (biên kịch); Douglas Booth, Iwan Rheon, Machine Gun Kelly, Daniel Webber                                                                                  | Tiểu sử, chính kịch                                              |
| T H Á N G 3 | 29        | Dumbo: Chú voi biết bay              | Walt Disney Pictures                                                        | Tim Burton (đạo diễn); Ehren Kruger (biên kịch); Colin Farrell, Michael Keaton, Danny DeVito, Eva Green, Nico Parker, Finley Hobbins, Alan Arkin                                                                             | Viễn tưởng, gia đình, phiêu lưu, chính kịch                      |
| T H Á N G 3 | 29        | The Beach Bum                        | Neon                                                                        | Harmony Korine (đạo diễn/biên kịch); Matthew McConaughey, Zac Efron, Jonah Hill, Isla Fisher, Jimmy Buffett, Snoop Dogg, Martin Lawrence                                                                                     | Hài kịch                                                         |
| T H Á N G 3 | 29        | Unplanned                            | Pure Flix                                                                   | Chuck Konzelman, Cary Soloman (đạo diễn/biên kịch); Ashley Bratcher, Brooks Ryan, Robia Scott | Chính kịch                                                       |

### Tháng 4 - Tháng 6
| Phát hành   | Phát hành | Tựa đề                                           | Hãng phim                                                    | Diễn viên và người thực hiện | Thể loại                                                                     |
| ----------- | --------- | ------------------------------------------------ | ------------------------------------------------------------ | --- | ---------------------------------------------------------------------------- |
| T H Á N G 4 | 5         | Shazam!                                          | Warner Bros. / New Line Cinema / DC Entertainment            | David F. Sandberg (đạo diễn); Henry Gayden (biên kịch); Zachary Levi, Asher Angel, Mark Strong, Jack Dylan Grazer, Djimon Hounsou | Siêu anh hùng, hành động, phiêu lưu, hài kịch                                |
| T H Á N G 4 | 5         | Nghĩa địa ma quái                                | Paramount Pictures                                           | Kevin Kolsch, Dennis Widmyer (đạo diễn); Jeff Buhler (biên kịch); Jason Clarke, Amy Seimetz, John Lithgow | Kinh dị, giật gân                                                            |
| T H Á N G 4 | 5         | The Best of Enemies                              | STX Entertainment                                            | Robin Bissell (đạo diễn/biên kịch); Taraji P. Henson, Sam Rockwell | Chính kịch                                                                   |
| T H Á N G 4 | 5         | The Haunting of Sharon Tate                      | Saban Films / Voltage Pictures                               | Daniel Farrands (đạo diễn/biên kịch); Hilary Duff, Jonathan Bennett, Lydia Hearst, Pawel Szajda | Kinh dị, giật gân                                                            |
| T H Á N G 4 | 5         | Storm Boy                                        | Screen Australia / South Australian Film Corporation         | Shawn Seet (đạo diễn); Justin Monjo (biên kịch); Geoffrey Rush, Jai Courtney, Fin Little, Trevor Jamieson, Morgana Davies, Erik Thomson | Phiêu lưu, chính kịch, gia đình                                              |
| T H Á N G 4 | 10        | The Silence                                      | Netflix                                                      | John R. Leonetti (đạo diễn); Carey Van Dyke, Shane Van Dyke (biên kịch); Kiernan Shipka, Stanley Tucci, Miranda Otto, John Corbett | Kinh dị                                                                      |
| T H Á N G 4 | 12        | Quỷ đỏ                                           | Summit Entertainment / Millennium Films                      | Neil Marshall (đạo diễn); Andrew Cosby (biên kịch); David Harbour, Milla Jovovich, Ian McShane, Sasha Lane, Daniel Dae Kim, Sophie Okonedo, Penelope Mitchell, Thomas Haden Church | Siêu anh hùng, kinh dị, viễn tưởng                                           |
| T H Á N G 4 | 12        | Her Smell                                        | Bow and Arrow Entertainment / Faliro House Productions       | Alex Ross Perry (đạo diễn/biên kịch); Elisabeth Moss, Cara Delevingne, Dan Stevens, Agyness Deyn, Gayle Rankin, Ashley Benson, Dylan Gelula, Virginia Madsen, Amber Heard | Chính kịch, ca nhạc                                                          |
| T H Á N G 4 | 12        | Little                                           | Universal Pictures / Will Packer Productions                 | Tina Gordon (đạo diễn); Camilla Blackett (biên kịch); Issa Rae, Regina Hall, Marsai Martin | Hài hước, viễn tưởng                                                         |
| T H Á N G 4 | 12        | Missing Link                                     | Annapurna Pictures / Laika                                   | Chris Butler (đạo diễn/biên kịch); Hugh Jackman, Zach Galifianakis, Zoe Saldana, Emma Thompson, Stephen Fry, David Walliams, Timothy Olyphant, Matt Lucas, Amrita Acharia | Hoạt hình, phiêu lưu, hài hước                                               |
| T H Á N G 4 | 12        | After                                            | Aviron Pictures                                              | Jenny Gage (đạo diễn/biên kịch); Susan McMartin, Tamara Chestna (screenplay); Josephine Langford, Hero Fiennes Tiffin, Selma Blair, Pia Mia, Peter Gallagher | Chính kịch, lãng mạn                                                         |
| T H Á N G 4 | 17        | Breakthrough                                     | 20th Century Fox                                             | Roxann Dawson (đạo diễn); Grant Nieporte (biên kịch); Chrissy Metz, Josh Lucas, Topher Grace, Mike Colter, Marcel Ruiz, Sam Trammell, Dennis Haysbert | Chính kịch                                                                   |
| T H Á N G 4 | 17        | Penguins                                         | Disneynature                                                 | Alastair Fothergill (đạo diễn), Jeff Wilson (đồng đạo diễn); Ed Helms | Phim tài liệu                                                                |
| T H Á N G 4 | 19        | Mẹ Ma Than Khóc La Llorona                       | Warner Bros. / New Line Cinema                               | Michael Chaves (đạo diễn); Mikki Daughtry, Tobias Iaconis (biên kịch); Linda Cardellini, Raymond Cruz, Patricia Velasquez | Kinh dị, giật gân                                                            |
| T H Á N G 4 | 19        | Under the Silver Lake                            | A24                                                          | David Robert Mitchell (đạo diễn/biên kịch); Andrew Garfield, Riley Keough, Topher Grace | Huyền bí, giật gân, hài kịch                                                 |
| T H Á N G 4 | 19        | Family                                           | Stage 6 Films / Naegle Ink                                   | Laura Steinel (đạo diễn/biên kịch); Taylor Schilling, Brian Tyree Henry, Bryn Vale, Allison Tolman, Kate McKinnon | Hài kịch                                                                     |
| T H Á N G 4 | 19        | Fast Color                                       | Codeblack Films                                              | Julia Hart (đạo diễn/biên kịch); Jordan Horowitz (screenplay); Gugu Mbatha-Raw, Lorraine Toussaint, Saniyya Sidney, Christopher Denham, David Strathairn | Khoa học viễn tưởng, giật gân, chính kịch                                    |
| T H Á N G 4 | 23        | I Spit on Your Grave: Deja Vu                    | Deja Vu LLC                                                  | Meir Zarchi (đạo diễn/biên kịch); Camille Keaton, Maria Olsen, Meir Zarchi | Kinh dị, giật gân                                                            |
| T H Á N G 4 | 26        | Avengers: Hồi kết                                | Marvel Studios                                               | Anthony and Joe Russo (đạo diễn); Christopher Markus và Stephen McFeely (biên kịch); Robert Downey Jr., Chris Evans, Mark Ruffalo, Chris Hemsworth, Scarlett Johansson, Jeremy Renner, Don Cheadle, Paul Rudd, Brie Larson, Karen Gillan, Danai Gurira, Benedict Wong, Jon Favreau, Bradley Cooper, Gwyneth Paltrow, Josh Brolin | Siêu anh hùng, sử thi, hành động, phiêu lưu, khoa học viễn tưởng, chính kịch |
| T H Á N G 4 | 26        | I Trapped the Devil                              | IFC Midnight                                                 | Josh Lobo (đạo diễn/biên kịch); A. J. Bowen, Scott Poythress, Susan Burke, Jocelin Donahue, Chris Sullivan | Kinh dị                                                                      |
| T H Á N G 4 | 26        | Body at Brighton Rock                            | SoapBox Films / ProtoStar Pictures                           | Roxanne Benjamin (đạo diễn/biên kịch); Karina Fontes, Casey Adams, Emily Althaus, Martin Spanjers, Susan Burke, John Getz | Kinh dị, giật gân                                                            |
| T H Á N G 4 | 27        | Buffaloed                                        | Lost City / Bold Crayon / Blue Ice Pictures                  | Tanya Wexler (đạo diễn); Brian Sacca (biên kịch); Zoey Deutch, Jermaine Fowler, Judy Greer, Jai Courtney | Hài hước, chính kịch                                                         |
| T H Á N G 5 | 3         | Long Shot                                        | Summit Entertainment / Good Universe / Point Grey Pictures   | Jonathan Levine (đạo diễn); Dan Sterling (biên kịch); Seth Rogen, Charlize Theron, O'Shea Jackson Jr., Andy Serkis, June Diane Raphael, Bob Odenkirk, Alexander Skarsgård | Hài hước, lãng mạn                                                           |
| T H Á N G 5 | 3         | The Intruder                                     | Screen Gems                                                  | Deon Taylor (đạo diễn); David Loughery (biên kịch); Dennis Quaid, Michael Ealy, Meagan Good, Joseph Sikora | Giật gân                                                                     |
| T H Á N G 5 | 3         | UglyDolls                                        | STX Entertainment / Reel FX Animation Studios                | Kelly Asbury (đạo diễn); Alison Peck (biên kịch); Kelly Clarkson, Pitbull, Nick Jonas, Wanda Sykes, Gabriel Iglesias, Blake Shelton, Janelle Monáe, Emma Roberts, Wang Leehom, Bebe Rexha, Charli XCX, Lizzo | Hoạt hình, hài hước, ca nhạc                                                 |
| T H Á N G 5 | 3         | Extremely Wicked, Shockingly Evil and Vile       | Netflix / Sky Cinema                                         | Joe Berlinger (đạo diễn); Michael Werwie (biên kịch); Zac Efron, Lily Collins, Kaya Scodelario, John Malkovich, Jeffrey Donovan, Angela Sarafyan, Dylan Baker, Brian Geraghty, Jim Parsons, Haley Joel Osment | Tiểu sủ, tội phạm, giật gân, chính kịch                                      |
| T H Á N G 5 | 10        | Pokémon: Thám tử Pikachu                         | Warner Bros. / Legendary Entertainment / The Pokémon Company | Rob Letterman (đạo diễn/bien kịch); Dan Hernandez, Benji Samit, Derek Connolly (screenplay); Ryan Reynolds, Justice Smith, Kathryn Newton, Suki Waterhouse, Omar Chaparro, Chris Geere, Ken Watanabe, Bill Nighy | Hành động, hài hước, khoa học viễn tưởng                                     |
| T H Á N G 5 | 10        | The Hustle                                       | Metro-Goldwyn-Mayer                                          | Chris Addison (đạo diễn); Jac Schaeffer (biên kịch); Anne Hathaway, Rebel Wilson, Alex Sharp | Hài kịch                                                                     |
| T H Á N G 5 | 10        | Tolkien                                          | Fox Searchlight Pictures                                     | Dome Karukoski (đạo diễn); David Gleeson, Stephen Beresford (biên kịch); Nicholas Hoult, Lily Collins, Colm Meaney, Derek Jacobi | Tiểu sử, chính kịch                                                          |
| T H Á N G 5 | 10        | Poms                                             | STX Entertainment / Sierra/Affinity                          | Zara Hayes (đạo diễn/biên kịch); Shane Atkinson (biên kịch); Diane Keaton, Jacki Weaver, Pam Grier, Rhea Perlman, Celia Weston, Phyllis Somerville | Hài kịch                                                                     |
| T H Á N G 5 | 10        | The Professor and the Madman                     | Vertical Entertainment                                       | P.B. Shemran (đạo diễn, biên kịch); Todd Komarnicki (biên kịch); Mel Gibson, Sean Penn, Natalie Dormer, Eddie Marsan, Jennifer Ehle, David O'Hara, Ioan Gruffudd, Stephen Dillane, Steve Coogan | Chính kịch                                                                   |
| T H Á N G 5 | 17        | Sát thủ John Wick: Phần 3 – Chuẩn bị chiến tranh | Summit Entertainment                                         | Chad Stahelski (đạo diễn); Derek Kolstad (biên kịch); Keanu Reeves, Halle Berry, Laurence Fishburne, Mark Dacascos, Asia Kate Dillon, Lance Reddick, Anjelica Huston, Ian McShane | Hành động, giật gân                                                          |
| T H Á N G 5 | 17        | A Dog's Journey                                  | Universal Pictures / Amblin Entertainment / Walden Media     | Gail Mancuso (đạo diễn); W. Bruce Cameron, Cathryn Michon, Wally Wolodarsky, Maya Forbes (biên kịch); Dennis Quaid, Josh Gad, Marg Helgenberger, Betty Gilpin, Kathryn Prescott, Henry Lau | Hư cấu, chính kịch                                                           |
| T H Á N G 5 | 17        | Mặt Trời cũng là một vì sao                      | Warner Bros. / Metro-Goldwyn-Mayer                           | Ry Russo-Young (đạo diễn); Tracy Oliver (biên kịch); Yara Shahidi, Charles Melton, John Leguizamo | Chính kịch, Lãng mạn                                                         |
| T H Á N G 5 | 17        | The Professor                                    | Open Road Films / Saban Films                                | Wayne Roberts (đạo diễn/biên kịch); Johnny Depp, Rosemarie DeWitt, Danny Huston, Zoey Deutch, Ron Livingston, Odessa Young | Hài hước, chính kịch                                                         |
| T H Á N G 5 | 17        | The Souvenir                                     | A24                                                          | Joanna Hogg (đạo diễn/biên kịch); Honor Swinton Byrne, Tom Burke, Tilda Swinton, Richard Ayoade | Drama                                                                        |
| T H Á N G 5 | 22        | The Tomorrow Man                                 | Bleecker Street                                              | Noble Jones (đạo diễn/biên kịch); John Lithgow, Blythe Danner, Derek Cecil, Katie Aselton, Sophie Thatcher, Eve Harlow | Chính kịch                                                                   |
| T H Á N G 5 | 24        | Aladdin                                          | Walt Disney Studios Motion Pictures                          | Guy Ritchie (đạo diễn/biên kịch); John August (biên kịch); Will Smith, Mena Massoud, Naomi Scott, Marwan Kenzari, Navid Negahban, Nasim Pedrad, Billy Magnussen, Numan Acar, Alan Tudyk, Frank Welker | Ca nhạc, kỳ ảo, phiêu lưu, lãng mạn                                          |
| T H Á N G 5 | 24        | Brightburn                                       | Screen Gems / Stage 6 Films                                  | David Yarovesky (đạo diễn); Brian Gunn, Mark Gunn (biên kịch); Elizabeth Banks, David Denman, Jackson A. Dunn | Kinh dị, siêu anh hùng, khoa học viễn tưởng                                  |
| T H Á N G 5 | 24        | Booksmart                                        | Annapurna Pictures / Gloria Sanchez Productions              | Olivia Wilde (đạo diễn); Emily Halpern, Sarah Haskins, Katie Silberman, Susanna Fogel (biên kịch); Kaitlyn Dever, Beanie Feldstein, Jessica Williams, Noah Galvin, Billie Lourd, Lisa Kudrow, Will Forte, Jason Sudeikis | Hài kịch                                                                     |
| T H Á N G 5 | 24        | Avengement                                       | Samuel Goldwyn Films / Dreamstage Films                      | Jesse V. Johnson (đạo diễn/biên kịch); Scott Adkins, Craig Fairbrass, Thomas Turgoose | HÀnh động, tội phạm                                                          |
| T H Á N G 5 | 29        | Always Be My Maybe                               | Netflix                                                      | Nahnatchka Khan (đạo diễn); Ali Wong, Randall Park, Michael Golamco (biên kịch); Ali Wong, Randall Park, Daniel Dae Kim, Keanu Reeves | Lãng mạn, hài hước                                                           |
| T H Á N G 5 | 31        | Chúa tể Godzilla                                 | Warner Bros. / Legendary Entertainment                       | Michael Dougherty (đạo diễn/biên kịch); Zach Shields, Max Borenstein (biên kịch); Kyle Chandler, Vera Farmiga, Millie Bobby Brown, Ken Watanabe, Bradley Whitford, Sally Hawkins, Charles Dance, Thomas Middleditch, Aisha Hinds, O'Shea Jackson Jr., David Strathairn, Zhang Ziyi                                               | Hành động, phiêu lưu, khoa học viễn tưởng                                    |
| T H Á N G 5 | 31        | Rocketman                                        | Paramount Pictures / Marv Films / Rocket Pictures            | Dexter Fletcher (đạo diễn); Lee Hall (biên kịch); Taron Egerton, Jamie Bell, Richard Madden, Bryce Dallas Howard | Tiểu sử, chính kịch, ca nhạc                                                 |
| T H Á N G 5 | 31        | Ma                                               | Universal Pictures / Blumhouse Productions                   | Tate Taylor (đạo diễn/biên kịch); Scotty Landes (biên kịch); Octavia Spencer, Juliette Lewis, Diana Silvers, Corey Fogelmanis, Luke Evans | Kinh dị, giật gân                                                            |
| T H Á N G 5 | 31        | Domino                                           | Saban Films                                                  | Brian De Palma (đạo diễn); Petter Skavlan (biên kịch); Nikolaj Coster-Waldau, Carice van Houten, Guy Pearce | Tội phạm, giật gân                                                           |
| T H Á N G 6 | 7         | X-Men: Phượng hoàng bóng tối                     | 20th Century Fox / Marvel Entertainment                      | Simon Kinberg (đạo diễn/biên kịch); James McAvoy, Michael Fassbender, Jennifer Lawrence, Nicholas Hoult, Sophie Turner, Tye Sheridan, Alexandra Shipp, Kodi Smit-McPhee, Evan Peters, Jessica Chastain | Siêu anh hùng, hành động, phiêu lưu, khoa học viễn tưởng                     |
| T H Á N G 6 | 7         | Đẳng cấp thú cưng 2                              | Universal Pictures / Illumination                            | Chris Renaud (đạo diễn); Brian Lynch (biên kịch); Patton Oswalt, Eric Stonestreet, Kevin Hart, Jenny Slate, Tiffany Haddish, Lake Bell, Nick Kroll, Dana Carvey, Ellie Kemper, Chris Renaud, Hannibal Buress, Bobby Moynihan, Harrison Ford                                                                                      | Hoạt hình, hài hước, phiêu lưu                                               |
| T H Á N G 6 | 7         | Late Night                                       | Amazon Studios                                               | Nisha Ganatra (đạo diễn); Mindy Kaling (biên kịch); Emma Thompson, Mindy Kaling, Max Casella, Hugh Dancy, John Lithgow, Denis O'Hare, Reid Scott, Amy Ryan | Hài hước, chính kịch                                                         |
| T H Á N G 6 | 7         | The Last Black Man in San Francisco              | A24 / Plan B Entertainment                                   | Joe Talbot (đạo diễn/biên kịch); Rob Richert (biên kịch); Jimmie Fails, Jonathan Majors, Danny Glover, Tichina Arnold, Rob Morgan, Mike Epps, Finn Wittrock, Thora Birch | Hài hước, chính kịch                                                         |
| T H Á N G 6 | 7         | Changeland                                       | Gravitas Ventures                                            | Seth Green (đạo diễn/biên kịch); Seth Green, Breckin Meyer, Macaulay Culkin, Brenda Song, Clare Grant, Randy Orton | Chính kịch                                                                   |
| T H Á N G 6 | 14        | Đặc vụ áo đen: Sứ mệnh toàn cầu                  | Columbia Pictures / Amblin Entertainment                     | F. Gary Gray (đạo diễn); Art Marcum and Matt Holloway (biên kịch); Chris Hemsworth, Tessa Thompson, Kumail Nanjiani, Rebecca Ferguson, Rafe Spall, Les Twins, Emma Thompson, Liam Neeson | Khoa học viễn tưởng, hành động, phiêu lưu, hài hước                          |
| T H Á N G 6 | 14        | Plus One                                         | RLJE Films / Red Hour Productions / Studio71                 | Jeff Chan, Andrew Rhymer (đạo diễn/biên kịch); Maya Erskine, Jack Quaid, Beck Bennett, Rosalind Chao, Perrey Reeves, Ed Begley Jr. | Lãng mạn, hài hước                                                           |
| T H Á N G 6 | 14        | Murder Mystery                                   | Netflix / Happy Madison Productions                          | Kyle Newacheck (đạo diễn); James Vanderbilt (biên kịch); Adam Sandler, Jennifer Aniston, Luke Evans, Gemma Arterton, Adeel Akhtar, Terence Stamp, Solomon Hague | Hài hước, tội phạm                                                           |
| T H Á N G 6 | 14        | Shaft                                            | Warner Bros. / New Line Cinema                               | Tim Story (đạo diễn); Kenya Barris, Alex Barnow (biên kịch); Samuel L. Jackson, Jessie Usher, Richard Roundtree, Alexandra Shipp, Regina Hall, Matt Lauria, Titus Welliver, Method Man | Hành động, hàu hước                                                          |
| T H Á N G 6 | 14        | The Dead Don't Die                               | Focus Features                                               | Jim Jarmusch (đạo diễn/biên kịch); Bill Murray, Adam Driver, Tilda Swinton, Chloë Sevigny, Steve Buscemi, Caleb Landry Jones, Rosie Perez, Iggy Pop, Sara Driver, RZA, Selena Gomez, Carol Kane, Tom Waits | Hài hước, kinh dị                                                            |
| T H Á N G 6 | 15        | Back of the Net                                  | The Steve Jaggi Company                                      | Louise Alston (đạo diễn); Casie Tabanou, Alison Spuck (biên kịch); Sofia Wylie, Tiarnie Coupland, Trae Robin | Gia đình, thể thao                                                           |
| T H Á N G 6 | 21        | Câu chuyện đồ chơi 4                             | Walt Disney Studios Motion Pictures / Pixar                  | Josh Cooley (đaọ diễn); Stephany Folsom, Andrew Stanton (biên kịch); Tom Hanks, Tim Allen, Annie Potts, Tony Hale, Keegan-Michael Key, Jordan Peele, Madeleine McGraw, Christina Hendricks, Keanu Reeves, Ally Maki, Jay Hernandez, Lori Alan, Joan Cusack                                                                       | Hoạt hình, gia đình, phiêu lưu                                               |
| T H Á N G 6 | 21        | Búp bê sát nhân                                  | Metro-Goldwyn-Mayer / Orion Pictures                         | Lars Klevberg (đạo diễn); Tyler Burton Smith (biên kịch); Aubrey Plaza, Gabriel Bateman, Brian Tyree Henry, Mark Hamill | Kinh dị, hài hước, giật gân                                                  |
| T H Á N G 6 | 21        | Anna                                             | EuropaCorp / Canal+                                          | Luc Besson (đạo diễn/biên kịch); Sasha Luss, Luke Evans, Cillian Murphy, Helen Mirren | Hành động, giật gân                                                          |
| T H Á N G 6 | 21        | Wild Rose                                        | Entertainment One                                            | Tom Harper (đạo diễn); Nicole Taylor (biên kịch); Jessie Buckley, Sophie Okonedo, Julie Walters | Ca nhạc, chính kịch                                                          |
| T H Á N G 6 | 26        | Annabelle: Ác quỷ trở về                         | Warner Bros. / New Line Cinema                               | Gary Dauberman (đạo diễn/biên kịch); Mckenna Grace, Madison Iseman, Katie Sarife, Patrick Wilson, Vera Farmiga | Kinh dị, giật gân                                                            |
| T H Á N G 6 | 28        | Yesterday                                        | Universal Pictures / Working Title Films                     | Danny Boyle (đạo diễn); Richard Curtis (biên kịch); Himesh Patel, Lily James, Ed Sheeran, Kate McKinnon | Ca nhạc, lãng mạn, hài hước                                                  |
| T H Á N G 6 | 28        | Ophelia                                          | IFC Films                                                    | Claire McCarthy (đạo diễn); Semi Chellas (biên kịch); Daisy Ridley, Naomi Watts, Clive Owen, George MacKay, Tom Felton, Devon Terrell | Chính kịch, lãng mạn, giật gânr                                              |

### Tháng 7 – Tháng 9
| Phát hành   | Phát hành | Tựa đề                          | Hãng phim                                                     | Diễn viên và người thực hiện | Thể loại                                                           |
| ----------- | --------- | ------------------------------- | ------------------------------------------------------------- | --- | ------------------------------------------------------------------ |
| T H Á N G 7 | 2         | Người Nhện xa nhà               | Columbia Pictures / Marvel Studios                            | Jon Watts (đạo diễn); Chris McKenna, Erik Sommers (biên kịch); Tom Holland, Samuel L. Jackson, Zendaya, Cobie Smulders, Jon Favreau, J. B. Smoove, Jacob Batalon, Martin Starr, Marisa Tomei, Jake Gyllenhaal                                                                        | Siêu anh hùng, hành động, phiêu lưu, hài hước, khoa học viễn tưởng |
| T H Á N G 7 | 3         | Midsommar                       | A24                                                           | Ari Aster (đạo diễn/biên kịch); Florence Pugh, Jack Reynor, William Jackson Harper, Vilhelm Blomgren, Will Poulter | Kinh dị, giật gân, chính kịch                                      |
| T H Á N G 7 | 12        | Stuber                          | 20th Century Fox                                              | Michael Dowse (đạo diễn); Tripper Clancy (biên kịch); Kumail Nanjiani, Dave Bautista, Iko Uwais, Natalie Morales, Betty Gilpin, Jimmy Tatro, Mira Sorvino, Karen Gillan | Hành động, hài hước                                                |
| T H Á N G 7 | 12        | Địa đạo cá sấu tử thần          | Paramount Pictures / Ghost House Pictures                     | Alexandre Aja (đạo diễn); Shawn Rasmussen, Michael Rasmussen (biên kịch); Kaya Scodelario, Barry Pepper | Kinh dị, thảm họa, giật gân                                        |
| T H Á N G 7 | 12        | Point Blank                     | Netflix / War Party                                           | Joe Lynch (đạo diễn); Adam G. Simon (biên kịch); Frank Grillo, Anthony Mackie, Marcia Gay Harden, Teyonah Parris | Hành động, giật gân                                                |
| T H Á N G 7 | 12        | The Farewell                    | A24                                                           | Lulu Wang (director/screenplay); Awkwafina, Tzi Ma, Diana Lin, Zhao Shuzhen, Lu Hong, Jiang Yongbo | Chính kịch, hài hước                                               |
| T H Á N G 7 | 19        | Vua sư tử                       | Walt Disney Studios Motion Pictures                           | Jon Favreau (đạo diễn); Jeff Nathanson (biên kịch); Donald Glover, Chiwetel Ejiofor, Billy Eichner, Seth Rogen, Beyoncé Knowles-Carter, John Kani, John Oliver, Alfre Woodard, James Earl Jones, Florence Kasumba, Keegan-Michael Key, Eric Andre, JD McCrary, Shahadi Wright Joseph | Ca nhạc, phiêu lưu, chính kịch                                     |
| T H Á N G 7 | 19        | Luz                             | Yellow Veil Pictures                                          | Tilman Singer (đạo diễn/biên kịch); Luana Velis, Jan Bluthardt, Julia Riedler | Kinh dị, giật gân                                                  |
| T H Á N G 7 | 26        | Chuyện ngày xưa ở... Hollywood  | Columbia Pictures / Heyday Films                              | Quentin Tarantino (đạo diễn/biên kịch); Leonardo DiCaprio, Brad Pitt, Margot Robbie, Emile Hirsch, Margaret Qualley, Timothy Olyphant, Julia Butters, Austin Butler, Dakota Fanning, Bruce Dern, Mike Moh, Luke Perry, Damian Lewis, Al Pacino, Kurt Russell                         | Chính kịch, hài hước, tội phạm, hành động, giật gân                |
| T H Á N G 7 | 26        | Skin                            | A24 / Voltage Pictures                                        | Guy Nattiv (director/screenplay); Jamie Bell, Danielle Macdonald, Daniel Henshall, Bill Camp, Louisa Krause, Mike Colter, Kylie Rogers, Vera Farmiga | Tiểu sử, tội phạm, chính kịch                                      |
| T H Á N G 7 | 31        | The Red Sea Diving Resort       | Netflix / Bron Studios                                        | Gideon Raff (đạo diễn/biên kịch); Chris Evans, Haley Bennett, Michael K. Williams, Michiel Huisman, Alessandro Nivola, Greg Kinnear, Ben Kingsley | Tiểu sử, hành động, giật gân                                       |
| T H Á N G 8 | 2         | Fast & Furious: Hobb & Shaw     | Universal Pictures / Seven Bucks Productions                  | David Leitch (đạo diễn); Chris Morgan, Drew Pearce (biên kịch); Dwayne Johnson, Jason Statham, Idris Elba, Vanessa Kirby, Cliff Curtis, Eiza Gonzalez, Helen Mirren | Hành động, phiêu lưu                                               |
| T H Á N G 8 | 2         | The Nightingale                 | IFC Films / Transmission Films                                | Jennifer Kent (đạo diễn/biên kịch); Aisling Franciosi, Sam Claflin, Baykali Ganambarr, Damon Herriman, Ewen Leslie | Chính kịch, giật gân                                               |
| T H Á N G 8 | 2         | A Score to Settle               | Minds Eye Entertainment                                       | Shawn Ku (đạo diễn); John Stuart Newman, Christian Swegal (biên kịch); Nicolas Cage, Benjamin Bratt | Hành động, giật gân                                                |
| T H Á N G 8 | 9         | Dora and the Lost City of Gold  | Paramount Players / Nickelodeon Movies / Walden Media         | James Bobin (đạo diễn); Nicholas Stoller, Matthew Robinson (biên kịch); Isabela Moner, Eugenio Derbez, Michael Peña, Eva Longoria, Danny Trejo, Benicio del Toro | Phiêu lưu, gia đình, hài hước                                      |
| T H Á N G 8 | 9         | The Kitchen                     | Warner Bros. / New Line Cinema                                | Andrea Berloff (đạo diễn/biên kịch); Melissa McCarthy, Tiffany Haddish, Elisabeth Moss, Domhnall Gleeson, James Badge Dale, Brian d'Arcy James, Margo Martindale, Common, Bill Camp                                                                                                  | Tội phạm, chính kịch, giật gânr                                    |
| T H Á N G 8 | 9         | The Art of Racing in the Rain   | 20th Century Fox                                              | Simon Curtis (đạo diễn); Mark Bomback (biên kịch); Milo Ventimiglia, Amanda Seyfried, Kathy Baker, Martin Donovan, Gary Cole, Kevin Costner | Hài hước, chính kịch                                               |
| T H Á N G 8 | 9         | Chuyện kinh dị lúc nửa đêm      | CBS Films / Entertainment One / Lionsgate                     | André Øvredal (đạo diễn); Dan Hageman, Kevin Hageman, John August (biên kịch); Zoe Colletti, Michael Garza, Gabriel Rush, Austin Abrams, Dean Norris, Gil Bellows, Lorraine Toussaint                                                                                                | Kinh dị, giật gân                                                  |
| T H Á N G 8 | 9         | The Peanut Butter Falcon        | Roadside Attractions                                          | Tyler Nilson, Michael Schwartz (đạo diễn/biên kịch); Shia LaBeouf, Dakota Johnson, Bruce Dern, John Hawkes, Jon Bernthal, Thomas Haden Church | Hài hước, chính kịch                                               |
| T H Á N G 8 | 9         | After the Wedding               | Sony Pictures Classics                                        | Bart Freundlich (đạo diễn/biên kịch); Michelle Williams, Julianne Moore, Billy Crudup, Abby Quinn | Chính kịch                                                         |
| T H Á N G 8 | 9         | Light of My Life                | Saban Films                                                   | Casey Affleck (đạo diễn/biên kịch); Casey Affleck, Anna Pniowsky, Tom Bower, Elisabeth Moss | Chính kịch                                                         |
| T H Á N G 8 | 14        | Những chú chim giận dữ 2        | Columbia Pictures / Rovio Animation / Sony Pictures Animation | Thurop Van Orman (đạo diễn), John Rice (đồng đạo diễn); Peter Ackerman, Jason Sudeikis (biên kịch); Jason Sudeikis, Josh Gad, Leslie Jones, Bill Hader, Rachel Bloom, Awkwafina, Sterling K. Brown, Eugenio Derbez, Danny McBride, Peter Dinklage                                    | Hoạt hình, hài hước                                                |
| T H Á N G 8 | 14        | Blinded by the Light            | Warner Bros. / New Line Cinema                                | Gurinder Chadha (đạo diễn/biên kịch); Paul Mayeda Berges, Sarfraz Manzoor (screenplay); Viveik Kalra, Kulvinder Ghir, Meera Ganatra, Aaron Phagura, Hayley Atwell, Dean-Charles Chapman, Jonno Davies, Sally Phillips, Nell Williams                                                 | Chính kịch                                                         |
| T H Á N G 8 | 16        | Good Boys                       | Universal Pictures / Good Universe / Point Grey Pictures      | Gene Stupnitsky (đạo diễn/biên kịch); Lee Eisenberg (screenplay); Jacob Tremblay, Keith L. Williams, Brady Noon, Molly Gordon, Midori Francis, Josh Caras, Will Forte, Lil Rel Howery, Retta                                                                                         | Hài hước                                                           |
| T H Á N G 8 | 16        | Where'd You Go, Bernadette      | Annapurna Pictures                                            | Richard Linklater (đạo diễn/biên kịch); Michael H. Weber, Scott Neustadter, Holly Gent, Vincent Palmo Jr. Maria Semple (screenplay); Cate Blanchett, Billy Crudup, Emma Nelson, Kristen Wiig, James Urbaniak, Judy Greer, Troian Bellisario, Zoë Chao, Laurence Fishburne            | Hài hước, chính kịch                                               |
| T H Á N G 8 | 16        | The Informer                    | Aviron Pictures / Thunder Road Pictures                       | Andrea Di Stefano (đạo diễn); Matt Cook (biên kịch); Joel Kinnaman, Clive Owen, Rosamund Pike, Ana de Armas, Common | Hành động, giật gân                                                |
| T H Á N G 8 | 16        | Hung thần đại dương: Thảm sát   | Entertainment Studios                                         | Johannes Roberts (đạo diễn/biên kịch); Ernest Riera (biên kịch); John Corbett, Nia Long, Sophie Nelisse, Corinne Foxx, Sistine Stallone, Brianne Tju, Davi Santos, Khylin Rhambo, Brec Bassinger                                                                                     | Kinh dị, giật gân                                                  |
| T H Á N G 8 | 16        | Gwen                            | BFI Endor Productions                                         | William McGregor (đạo diễn/biên kịch); Maxine Peake, Eleanor Worthington Cox, Richard Harrington, Mark Lewis Jones, Kobna Holdbrook-Smith | Giật gân, kinh dị, lịch sử                                         |
| T H Á N G 8 | 21        | Ready or Not                    | Fox Searchlight                                               | Matt Bettinelli-Olpin, Tyler Gillett (đạo diễn); Guy Busick, Ryan Murphy (biên kịch); Samara Weaving, Adam Brody, Mark O'Brien, Henry Czerny, Andie MacDowell | Giật gân, hài hước                                                 |
| T H Á N G 8 | 23        | Nhà Trắng thất thủ: Kẻ phản bội | Lionsgate                                                     | Ric Roman Waugh (director); Creighton Rothenberger, Katrin Benedikt (screenplay); Gerard Butler, Morgan Freeman, Jada Pinkett Smith, Nick Nolte, Lance Reddick | Hành động, giật gân                                                |
| T H Á N G 8 | 23        | Official Secrets                | IFC Films                                                     | Gavin Hood (đạo diễn/biên kịch); Gregory Bernstein, Sara Bernstein (biên kịch); Keira Knightley, Matt Smith, Matthew Goode, Adam Bakri, Ralph Fiennes, Rhys Ifans | Chính kịch, giật gân                                               |
| T H Á N G 8 | 23        | Burn                            | Yale Productions / Hopscotch Films                            | Mike Gan (đạo diễn/biên kịch); Tilda Cobham-Hervey, Suki Waterhouse, Harry Shum Jr., Shiloh Fernandez, Josh Hutcherson | Giật gân                                                           |
| T H Á N G 8 | 23        | Overcomer                       | TriStar Pictures / Sony Affirm                                | Alex Kendrick (đạo diễn/biên kịch); Stephen Kendrick (biên kịch); Alex Kendrick, Priscilla Shirer, Ben Davies, Shari Rigby, Jack Sterner | Chính kịch                                                         |
| T H Á N G 8 | 30        | Don't Let Go                    | Blumhouse Productions / Briarcliff Entertainment              | Jacob Aaron Estes (đạo diễn); Jacob Aaron Estes (biên kịch); Jacob Aaron Estes, Drew Daywalt (story); David Oyelowo, Storm Reid, Byron Mann, Mykelti Williamson | Kinh dị, giật gân                                                  |
| T H Á N G 8 | 30        | Itsy Bitsy                      | Shout! Studios                                                | Micah Gallo (đạo diễn); Jason Alvino, Byran Dick, Micah Gallo (biên kịch); Bruce Davison, Denise Crosby, Elizabeth Roberts, Arman Darbo, Treva Etienne, Eileen Dietz, Grace Shen | Kinh dị, giật gân, chính kịch                                      |
| T H Á N G 8 | 30        | The Fanatic                     | The Wonderfilm Media Corporation / Daniel Grodnik Productions | Fred Durst (đạo diễn); Fred Durst, Dave Bekerman (biên kịch); John Travolta, Devon Sawa, Ana Golja, Jacob Grodnik, James Paxton, Jeff Chase, Luis Da Silva | Giật gânr                                                          |
| T H Á N G 9 | 6         | Chú hề ma quái - Phần 2         | Warner Bros. / New Line Cinema                                | Andy Muschietti (đạo diễn); Gary Dauberman (biên kịch); James McAvoy, Jessica Chastain, Bill Hader, Isaiah Mustafa, Jay Ryan, James Ransone, Andy Bean, Bill Skarsgård | Kinh dị, giật gân                                                  |
| T H Á N G 9 | 13        | The Goldfinch                   | Warner Bros. / Amazon Studios                                 | John Crowley (đạo diễn); Peter Straughan (biên kịch); Ansel Elgort, Nicole Kidman, Oakes Fegley, Aneurin Barnard, Finn Wolfhard, Sarah Paulson, Luke Wilson, Jeffrey Wright | Chính kịch                                                         |
| T H Á N G 9 | 13        | Downton Abbey                   | Universal Pictures / Focus Features / Carnival Films          | Michael Engler (đạo diễn); Julian Fellowes (biên kịch); Hugh Bonneville, Jim Carter, Michelle Dockery, Elizabeth McGovern, Maggie Smith, Imelda Staunton, Penelope Wilton | Chính kịch                                                         |
| T H Á N G 9 | 13        | Hustlers                        | STX Entertainment                                             | Lorene Scafaria (đạo diễn/biên kịch); Constance Wu, Jennifer Lopez, Julia Stiles, Keke Palmer, Lili Reinhart, Lizzo, Cardi B | Tội phạm, chính kịch, giật gân                                     |
| T H Á N G 9 | 13        | The Sound of Silence            | IFC Films                                                     | Michael Tyburski (đạo diễn/biên kịch); Ben Nabors (screenplay); Rashida Jones, Peter Sarsgaard, Tony Revolori, Austin Pendleton | Chính kịch                                                         |
| T H Á N G 9 | 13        | Monos                           | Neon / Stela Cine / Participant Media                         | Alejandro Landes (director); Alejandro Landes, Alexis Dos Santos (screenplay); Julianne Nicholson, Moisés Arias | Chính kịch, giật gân                                               |
| T H Á N G 9 | 13        | Super Size Me 2: Holy Chicken!  | Public domain / Snoot Entertainment                           | Morgan Spurlock (đạo diễn); Morgan Spurlock, Jeremy Chilnick (biên kịch); Morgan Spurlock | Phim tài liệu                                                      |
| T H Á N G 9 | 20        | Ad Astra                        | 20th Century Fox / Regency Enterprises / Plan B Entertainment | James Gray (đạo diễn/biên kịch); Ethan Gross (biên kịch); Brad Pitt, Tommy Lee Jones, Ruth Negga, Liv Tyler, Donald Sutherland | Khoa học viễn tưởng, giật gân, chính kịch                          |
| T H Á N G 9 | 20        | Rambo: Last Blood               | Lionsgate Films / Millennium Films                            | Adrian Grunberg (đạo diễn); Sylvester Stallone, Matt Cirulnick (biên kịch); Sylvester Stallone, Adriana Barraza, Paz Vega, Yvette Monreal, Sergio Peris-Mencheta, Oscar Jaenada, Joaquín Cosío                                                                                       | Hành động, giật gân                                                |
| T H Á N G 9 | 27        | Everest: Người tuyết bé nhỏ     | Universal Pictures / DreamWorks Animation / Pearl Studio      | Jill Culton (đạo diễn/biên kịch), Todd Wilderman, (đồng đạo diễn); Chloe Bennet, Albert Tsai, Tenzing Norgay Trainor, Eddie Izzard, Sarah Paulson | Hoạt hình, viễn tưởng, phiêu lưu, hài hước                         |
| T H Á N G 9 | 27        | The Hunt                        | Universal Pictures / Blumhouse Productions                    | Craig Zobel (đạo diễn); Damon Lindelof, Nick Cuse (biên kịch); Betty Gilpin, Emma Roberts, Justin Hartley, Glenn Howerton, Ike Barinholtz, Hilary Swank | Hành động, giật gân, kinh dị                                       |

### Tháng 10 - Tháng 12
| Phát hành     | Phát hành | Tựa đề                               | Hãng phim                                                                 | Diễn viên và người thực hiện | Thể loại                                           | Chú thích |
| ------------- | --------- | ------------------------------------ | ------------------------------------------------------------------------- | --- | -------------------------------------------------- | --------- |
| T H Á N G 1 0 | 4         | Joker                                | Warner Bros. / DC Films / Village Roadshow Pictures / Bron Creative       | Todd Phillips (đạo diễn/biên kịch); Scott Silver (biên kịch); Joaquin Phoenix, Robert De Niro, Zazie Beetz, Frances Conroy | Siêu anh hùng, tội phạm, giật gân, kinh dị         | [ 166 ]   |
| T H Á N G 1 0 | 4         | Lucy in the Sky                      | Fox Searchlight Pictures                                                  | Noah Hawley (đạo diễn/biên kịch); Brian C. Brown, Elliott DiGuiseppi (biên kịch); Natalie Portman, Jon Hamm, Dan Stevens, Zazie Beetz, Ellen Burstyn | Khoa học viễn tưởng, chính kịch, giật gân          | [ 167 ]   |
| T H Á N G 1 0 | 4         | Pain and Glory                       | El Deseo / Sony Pictures Releasing International                          | Pedro Almodóvar (đạo diễn/biên kịch); Antonio Banderas, Asier Etxeandia, Leonardo Sbaraglia, Nora Navas, Julieta Serrano, Penélope Cruz | Chính kịch                                         | [ 168 ]   |
| T H Á N G 1 0 | 4         | Low Tide                             | A24 / DirecTV Cinema                                                      | Kevin McMullin (đạo diễn/biên kịch); Keean Johnson, Jaeden Martell, Alex Neustaedter, Kristine Froseth, Shea Whigham | Chính kịch, giật gân                               | [ 169 ]   |
| T H Á N G 1 0 | 11        | Đàn ông song tử                      | Paramount Pictures / Skydance Media / Jerry Bruckheimer Films             | Ang Lee (director); David Benioff, Billy Ray, Darren Lemke (screenplay); Will Smith, Mary Elizabeth Winstead, Clive Owen, Benedict Wong | Khoa học viễn tưởng, hành động, giật gân           | [ 170 ]   |
| T H Á N G 1 0 | 11        | Gia đình Addams                      | Metro-Goldwyn-Mayer / Bron Creative / Cinesite Studios                    | Conrad Vernon, Greg Tiernan (đạo diễn); Matt Lieberman (biên kịch); Oscar Isaac, Charlize Theron, Chloë Grace Moretz, Finn Wolfhard, Nick Kroll, Snoop Dogg, Bette Midler, Allison Janney | Hoạt hình, gia đình, hài hước, kinh dị             | [ 171 ]   |
| T H Á N G 1 0 | 11        | Ký sinh trùng                        | CJ Entertainment / Neon                                                   | Bong Joon-ho (đạo diễn/biên kịch); Han Jin-won (biên kịch); Song Kang-ho, Lee Sun-kyun, Cho Yeo-jeong, Choi Woo-shik, Park So-dam | Hài hước, giật gân                                 | [ 172 ]   |
| T H Á N G 1 0 | 18        | Tiên hắc ám 2                        | Motion Pictures                                                           | Joachim Rønning (đạo diễn); Linda Woolverton, Micah Fitzerman-Blue, Noah Harpster (biên kịch); Angelina Jolie, Elle Fanning, Michelle Pfeiffer, Chiwetel Ejiofor, Sam Riley, Ed Skrein, Imelda Staunton, Juno Temple, Lesley Manville                                                                                           | Viễn tưởng, phiêu lưu                              | [ 173 ]   |
| T H Á N G 1 0 | 18        | Vùng đất thây ma: Cú bắn đúp         | Columbia Pictures                                                         | Ruben Fleischer (đạo diễn); Rhett Reese, Paul Wernick, David Callaham (biên kịch); Woody Harrelson, Jesse Eisenberg, Emma Stone, Abigail Breslin, Rosario Dawson, Zoey Deutch, Luke Wilson | Hài hước, hành động, kinh dị                       | [ 174 ]   |
| T H Á N G 1 0 | 18        | Jojo Rabbit                          | Fox Searchlight Pictures                                                  | Taika Waititi (đạo diễn/biên kịch); Scarlett Johansson, Roman Griffin Davis, Thomasin McKenzie, Taika Waititi, Rebel Wilson, Stephen Merchant, Alfie Allen, Sam Rockwell | Chính kịch, hài hước                               | [ 175 ]   |
| T H Á N G 1 0 | 18        | The Lighthouse                       | A24                                                                       | Robert Eggers (director/screenplay); Max Eggers (screenplay); Willem Dafoe, Robert Pattinson | Kinh dị, giật gân                                  | [ 176 ]   |
| T H Á N G 1 0 | 18        | A Shaun the Sheep Movie: Farmageddon | Lionsgate Films / StudioCanal / Aardman Animations                        | Richard Phelan, Will Becher (đạo diễn); Mark Burton, Jon Brown (biên kịch): Justin Fletcher, John Sparkes | Hoạt hình, gia đình, hài hước, khoa học viễn tưởng | [ 177 ]   |
| T H Á N G 1 0 | 25        | Black and Blue                       | Screen Gems                                                               | Deon Taylor (director/screenplay); Naomie Harris, Tyrese Gibson, Mike Colter, Reid Scott, Beau Knapp, Frank Grillo | Hành động, giật gân                                | [ 178 ]   |
| T H Á N G 1 0 | 25        | The Last Full Measure                | Roadside Attractions                                                      | Todd Robinson (đạo diễn/biên kịch); Sebastian Stan, Christopher Plummer, William Hurt, Ed Harris, Samuel L. Jackson, Jeremy Irvine, Peter Fonda, Bradley Whitford | Chính kịch, chiến tranh                            | [ 179 ]   |
| T H Á N G 1 0 | 30        | Doctor Sleep                         | Warner Bros. / Intrepid Pictures                                          | Mike Flanagan (director/screenplay); Ewan McGregor, Rebecca Ferguson, Kyliegh Curran, Carl Lumbly, Zahn McClarnon, Emily Alyn Lind, Bruce Greenwood, Jocelin Donahue, Alex Essoe, Cliff Curtis | Kinh dị, giật gân                                  | [ 180 ]   |
| T H Á N G 1   | 1         | Kẻ hủy diệt: Vận mệnh đen tối        | Paramount Pictures / Skydance Media / 20th Century Fox / Tencent Pictures | Tim Miller (đạo diễn); David S. Goyer, Justin Rhodes, Billy Ray (biên kịch); Linda Hamilton, Arnold Schwarzenegger, Mackenzie Davis, Natalia Reyes, Gabriel Luna, Diego Boneta, Edward Furlong | Khoa học viễn tưởng, hành động, giật gân           | [ 181 ]   |
| T H Á N G 1   | 1         | Motherless Brooklyn                  | Warner Bros.                                                              | Edward Norton (đạo diễn/biên kịch); Edward Norton, Bruce Willis, Gugu Mbatha-Raw, Bobby Cannavale, Cherry Jones, Michael K. Williams, Leslie Mann, Alec Baldwin, Willem Dafoe | Tội phạm, chính kịch, giật gân                     | [ 143 ]   |
| T H Á N G 1   | 1         | Harriet                              | Focus Features                                                            | Kasi Lemmons (đạo diễn/viên kịch); Gregory Allen Howard (screenplay); Cynthia Erivo, Leslie Odom Jr., Joe Alwyn, Janelle Monáe | Tiểu sử, chính kịch                                | [ 182 ]   |
| T H Á N G 1   | 1         | Waves                                | A24                                                                       | Trey Edward Shults (đạo diễn/biên kịch); Kelvin Harrison Jr., Lucas Hedges, Taylor Russell, Alexa Demie, Renée Elise Goldsberry, Sterling K. Brown | Ca nhạc, chính kịch                                | [ 183 ]   |
| T H Á N G 1   | 8         | Playing with Fire                    | Paramount Players / Broken Road Productions                               | Andy Fickman (đạo diễn); Dan Ewen, Matt Lieberman (biên kịch); John Cena, Keegan-Michael Key, John Leguizamo, Brianna Hildebrand, Tyler Mane, Judy Greer, Dennis Haysbert | Gia đình, hài hước                                 | [ 184 ]   |
| T H Á N G 1   | 8         | Last Christmas                       | Universal Pictures                                                        | Paul Feig (đạo diễn), Emma Thompson, Bryony Kimmings (biên kịch); Emilia Clarke, Henry Golding, Michelle Yeoh, Emma Thompson | Lãng mạn, hài hước                                 | [ 185 ]   |
| T H Á N G 1   | 8         | Midway                               | Lionsgate                                                                 | Roland Emmerich (đạo diễn); Wes Tooke (biên kịch); Ed Skrein, Patrick Wilson, Luke Evans, Aaron Eckhart, Nick Jonas, Mandy Moore, Dennis Quaid, Woody Harrelson | Chiến tranh, hành động, chính kịch, giật gân       | [ 186 ]   |
| T H Á N G 1   | 8         | Arctic Dogs                          | Assemblage Entertainment                                                  | Aaron Woodley (đạo diễn); Bob Barlen, Cal Brunker, Aaron Woodley (biên kịch); Jeremy Renner, James Franco, Heidi Klum, Alec Baldwin, Omar Sy, Anjelica Huston, Tommy Lee Jones, John Cleese | Hoạt hình, hài hước, phiêu lưu                     | [ 187 ]   |
| T H Á N G 1   | 8         | Honey Boy                            | Amazon Studios                                                            | Alma Har'el (đạo diễn); Shia LaBeouf (biên kịch); Lucas Hedges, Shia LaBeouf, Noah Jupe, FKA Twigs | Chính kịch                                         | [ 188 ]   |
| T H Á N G 1   | 15        | Charlie's Angels                     | Columbia Pictures                                                         | Elizabeth Banks (đạo diễn); Jay Basu (biên kịch); Kristen Stewart, Naomi Scott, Ella Balinska, Elizabeth Banks, Sam Claflin, Noah Centineo, Jonathan Tucker, Djimon Hounsou, Patrick Stewart | Hành động, hài hước                                | [ 189 ]   |
| T H Á N G 1   | 15        | Ford v Ferrari                       | 20th Century Fox / Chernin Entertainment                                  | James Mangold (đạo diễn); Jez Butterworth, John-Henry Butterworth, Jason Keller (biên kịch); Matt Damon, Christian Bale, Jon Bernthal, Caitriona Balfe, Tracy Letts, Josh Lucas, Noah Jupe, Remo Girone, Ray McKinnon | Tiểu sử, chính kịch, hành động                     | [ 190 ]   |
| T H Á N G 1   | 15        | The Good Liar                        | Warner Bros. / New Line Cinema                                            | Bill Condon (đạo diễn); Jeffrey Hatcher (biên kịch); Ian McKellen, Helen Mirren, Russell Tovey, Jim Carter | Chính kịch, giật gân                               | [ 191 ]   |
| T H Á N G 1   | 15        | The Report                           | Amazon Studios                                                            | Scott Z. Burns (đạo diễn/biên kịch), Adam Driver, Annette Benning, Ted Levine, Michael C. Hall, Tim Blake Nelson, Corey Stoll, Maura Tierney, Jon Hamm | Chính kịch, giật gân, tiểu sử                      | [ 192 ]   |
| T H Á N G 1   | 15        | The Lodge                            | Neon                                                                      | Veronika Franz, Severin Fiala (đạo diễn/biên kịch); Sergio Casci (biên kịch); Riley Keough, Jaeden Martell, Lia McHugh, Richard Armitage, Alicia Silverstone | Kinh dị, giật gân                                  | [ 193 ]   |
| T H Á N G 1   | 22        | Nữ hoàng băng giá 2                  | Walt Disney Studios Motion Pictures / Walt Disney Animation Studios       | Jennifer Lee, Chris Buck (đạo diễn); Jennifer Lee, Allison Schroeder (biên kịch); Idina Menzel, Kristen Bell, Jonathan Groff, Josh Gad, Santino Fontana, Evan Rachel Wood, Sterling K. Brown | Hoạt hình, kỳ ảo, ca nhạc                          | [ 194 ]   |
| T H Á N G 1   | 22        | A Beautiful Day in the Neighborhood  | TriStar Pictures / Tencent Pictures                                       | Marielle Heller (director); Micah Fitzerman-Blue, Noah Harpster (screenplay); Tom Hanks, Matthew Rhys, Susan Kelechi Watson, Chris Cooper | Chính kịch, tiểu sử                                | [ 195 ]   |
| T H Á N G 1   | 22        | 21 Bridges                           | STX Entertainment                                                         | Brian Kirk (đạo diễn); Adam Mervis (biên kịch); Chadwick Boseman, J.K. Simmons, Sienna Miller, Taylor Kitsch, Stephan James, Toby Hemingway | Hành động, giật gân                                | [ 196 ]   |
| T H Á N G 1   | 22        | The Rhythm Section                   | Paramount Pictures / Eon Productions                                      | Reed Morano (đạo diễn); Mark Burnell (biên kịch); Blake Lively, Jude Law, Sterling K. Brown | Hành động, giật gân                                | [ 197 ]   |
| T H Á N G 1   | 27        | Kẻ đâm lén                           | Lionsgate                                                                 | Rian Johnson (đạo diễn/biên kịch); Daniel Craig, Chris Evans, Ana de Armas, Jamie Lee Curtis, Toni Collette, Don Johnson, Michael Shannon, Lakeith Stanfield, Katherine Langford, Jaeden Martell, Christopher Plummer | Tội phạm, giật gân, hài hước                       | [ 198 ]   |
| T H Á N G 1   | 27        | Queen & Slim                         | Universal Pictures                                                        | Melina Matsoukas (đạo diễn); Lena Waithe (biên kịch); Daniel Kaluuya, Jodie Turner-Smith, Chloë Sevigny, Flea, Bokeem Woodbine, Indya Moore | Chính kịch, giật gân, lãng mạn                     | [ 199 ]   |
| T H Á N G 1 2 | 6         | Playmobil: The Movie                 | Lionsgate / STX Entertainment                                             | Lino DiSalvo (đạo diễn), Ramaa Mosley (đồng đạo diễn); Blaise Hemingway (biên kịch); Anya Taylor-Joy, Gabriel Bateman, Daniel Radcliffe, Jim Gaffigan, Meghan Trainor, Adam Lambert | Hoạt hình, kỳ ảo, phiêu lưu, hài hước              | [ 200 ]   |
| T H Á N G 1 2 | 6         | The Aeronauts                        | Amazon Studios                                                            | Tom Harper (đạo diễn); Jack Thorne (biên kịch); Eddie Redmayne, Felicity Jones, Phoebe Fox, Himesh Patel, Vincent Perez, Anne Reid | Phiêu lưu, tiểu sử, chính kịch                     | [ 201 ]   |
| T H Á N G 1 2 | 6         | Daniel Isn't Real                    | Samuel Goldwyn Films                                                      | Adam Egypt Mortimer (đạo diễn/biên kịch); Brian DeLeeuw (biên kịch); Miles Robbins, Patrick Schwarzenegger, Sasha Lane, Hannah Marks, Katie Chang, Mary Stuart Masterson | Chính kịch                                         | [ 202 ]   |
| T H Á N G 1 2 | 6         | A Million Little Pieces              | The Picture Company / Momentum Pictures                                   | Sam Taylor-Johnson (đạo diễn/biên kịch); Aaron Taylor-Johnson (biên kịch); Aaron Taylor-Johnson, Billy Bob Thornton, Odessa Young, Giovanni Ribisi, Juliette Lewis, Charlie Hunnam | Chính kịch                                         | [ 203 ]   |
| T H Á N G 1 2 | 6         | Brahms: The Boy II                   | STX Entertainment / Lakeshore Entertainment                               | William Brent Bell (đạo diễn); Stacey Menear (biên kịch); Katie Holmes, Ralph Ineson, Owain Yeoman, Christopher Convery | Kinh dị                                            | [ 204 ]   |
| T H Á N G 1 2 | 13        | Jumanji: The Next Level              | Columbia Pictures                                                         | Jake Kasdan (đạo diễn/biên kịch); Scott Rosenberg, Jeff Pinkner (biên kịch); Dwayne Johnson, Jack Black, Kevin Hart, Karen Gillan, Nick Jonas, Awkwafina, Ser'Darius Blain, Madison Iseman, Morgan Turner, Alex Wolff, Danny Glover, Danny DeVito                                                                               | Hành động, phiêu lưu, hài hước, kỳ ảo              | [ 205 ]   |
| T H Á N G 1 2 | 13        | Black Christmas                      | Universal Pictures / Blumhouse Productions                                | Sophia Takal (đạo diễn/biên kịch); April Wolfe (biên kịch); Imogen Poots, Aleyse Shannon, Brittany O'Grady, Lily Donoghue, Caleb Eberhardt, Cary Elwes | Kinh dị, giật gân                                  | [ 206 ]   |
| T H Á N G 1 2 | 13        | A Hidden Life                        | Fox Searchlight Pictures                                                  | Terence Malick (đạo diễn/biên kịch); August Diehl, Valerie Pachner, Maria Simon, Tobias Moretti, Bruno Ganz, Matthias Schoenaerts, Karin Neuhäuser, Ulrich Matthes | Chính kịch                                         | [ 207 ]   |
| T H Á N G 1 2 | 13        | Uncut Gems                           | A24                                                                       | Safdie brothers (đạo diễn/biên kịch); Adam Sandler, Lakeith Stanfield, Idina Menzel, Judd Hirsch, Eric Bogosian | Hài hước                                           | [ 208 ]   |
| T H Á N G 1 2 | 20        | Star Wars: Sự trỗi dậy của Skywalker | Lucasfilm / Bad Robot                                                     | J. J. Abrams (đạo diễn/biên kịch), Chris Terrio (biên kịch); Daisy Ridley, Adam Driver, John Boyega, Oscar Isaac, Lupita Nyong'o, Domhnall Gleeson, Kelly Marie Tran, Joonas Suotamo, Billie Lourd, Naomi Ackie, Richard E. Grant, Keri Russell, Mark Hamill, Anthony Daniels, Billy Dee Williams, Carrie Fisher, Ian McDiarmid | Hành động, phiêu lưu, kỳ ảo, khoa học viễn tưởng   | [ 209 ]   |
| T H Á N G 1 2 | 20        | Cats                                 | Universal Pictures / Amblin Entertainment / Working Title Films           | Tom Hooper (đạo diễn/biên kịch); Lee Hall (biên kịch); James Corden, Judi Dench, Jason Derulo, Idris Elba, Jennifer Hudson, Ian McKellen, Taylor Swift, Rebel Wilson, Francesca Hayward | Ca nhạc, kỳ ảo, hài hước, chíbh kịch               | [ 210 ]   |
| T H Á N G 1 2 | 20        | Bombshell                            | Lionsgate                                                                 | Jay Roach (đạo diễn); Charles Randolph (biên kịch); Charlize Theron, Nicole Kidman, Margot Robbie, John Lithgow, Kate McKinnon, Connie Britton, Mark Duplass, Rob Delaney, Malcolm McDowell, Allison Janney | Tiểu sử, chính kịch                                | [ 211 ]   |
| T H Á N G 1 2 | 20        | Super Intelligence                   | Warner Bros. / New Line Cinema                                            | Ben Falcone (đạo diễn); Steve Mallory (biên kịch); Melissa McCarthy, Bobby Cannavale, James Corden, Brian Tyree Henry, Jean Smart | Hài hước, hành động, khoa học viễn tưởng           | [ 158 ]   |
| T H Á N G 1 2 | 25        | Spies in Disguise                    | 20th Century Fox / Blue Sky Studios                                       | Nick Bruno, Troy Quane (đạo diễn); Kristen Orlando, Michelle Painchaud (biên kịch); Will Smith, Tom Holland, Ben Mendelsohn, Rashida Jones, Karen Gillan, DJ Khaled, Masi Oka | Hoạt hình, gia đình, hành động, hài hước           | [ 137 ]   |
| T H Á N G 1 2 | 25        | Little Women                         | Columbia Pictures / New Regency Pictures                                  | Greta Gerwig (đạo diễn/biên kịch); Saoirse Ronan, Emma Watson, Florence Pugh, Eliza Scanlen, Timothée Chalamet, Meryl Streep, Laura Dern, Bob Odenkirk, James Norton, Louis Garrel, Chris Cooper, Tracy Letts | Chính kịch, lãng mạn                               | [ 212 ]   |
| T H Á N G 1 2 | 25        | 1917                                 | Universal Pictures / DreamWorks Pictures                                  | Sam Mendes (đạo diễn/biên kịch); Krysty Wilson-Cairns (biên kịch); George MacKay, Dean-Charles Chapman, Mark Strong, Andrew Scott, Richard Madden, Claire Duburcq, Colin Firth, Benedict Cumberbatch | Chiến tranh, hành động, chính kịch, giật gân       | [ 213 ]   |
| T H Á N G 1 2 | 25        | Just Mercy                           | Warner Bros.                                                              | Destin Daniel Cretton (đạo diễn/biên kịch), Andrew Lanham (biên kịch); Michael B. Jordan, Jamie Foxx, Brie Larson, O'Shea Jackson Jr., Rob Morgan, Rafe Spall, Tim Blake Nelson | Tiểu sử, chính kịch                                | [ 214 ]   |
| T H Á N G 1 2 | 27        | Clemency                             | Neon                                                                      | Chinonye Chukwu (đạo diễn/biên kịch); Alfre Woodard, Wendell Pierce, Aldis Hodge, Richard Schiff, Danielle Brooks | Chính kịch                                         | [ 215 ]   |